# Eichberg (Kreischa)

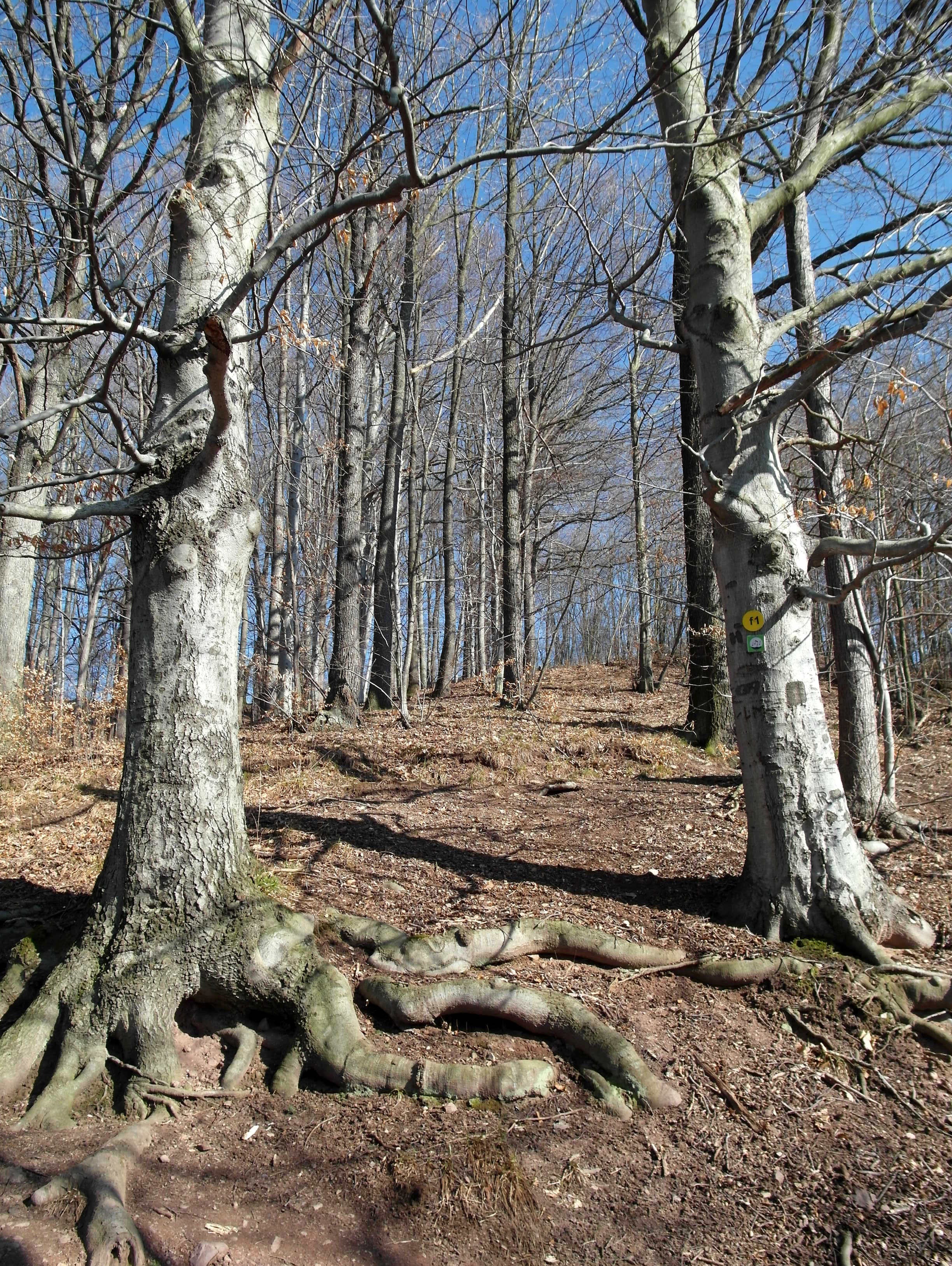
Robert und Clara Schumann Wege im Eichberg Lungkwitz (Kreischa)

Eichberg ist ein Ortsteil von Saida (Gemeinde Kreischa, Landkreis Sächsische Schweiz-Osterzgebirge).
1657 war das elf Häusler zählende Eichberg zum Amt Pirna gehörig. Die Grundherrschaft übte das Rittergut Oberkreischa aus. Im Jahr 1856 wurde Eichberg Teil des Gerichtsamtes Dippoldiswalde und später der Amtshauptmannschaft Dippoldiswalde. Saida wurde 1939 nach Gombsen eingemeindet, daraus folgend wurde Eichberg Gombsener Ortsteil und 1952 Teil des Kreises Freital (später Landkreis). Mit der Eingemeindung Gombsens 1973 gehört der Ort zur Gemeinde Kreischa.